# Senna pendula
Senna pendula é uma planta da família Fabaceae de hábito arbustivo. É originária da América do Sul e utilizada em várias partes do mundo como planta ornamental. As flores desta planta são amarelas ou amarelas-esverdeadas.
A autoridade científica da espécie é (Humb. & Bonpl. ex Willd.) H.S. Irwin & Barneby, tendo sido publicada em Memoirs of The New York Botanical Garden 35: 378. 1982.
No Brasil esta espécie também é conhecida como aleluia.

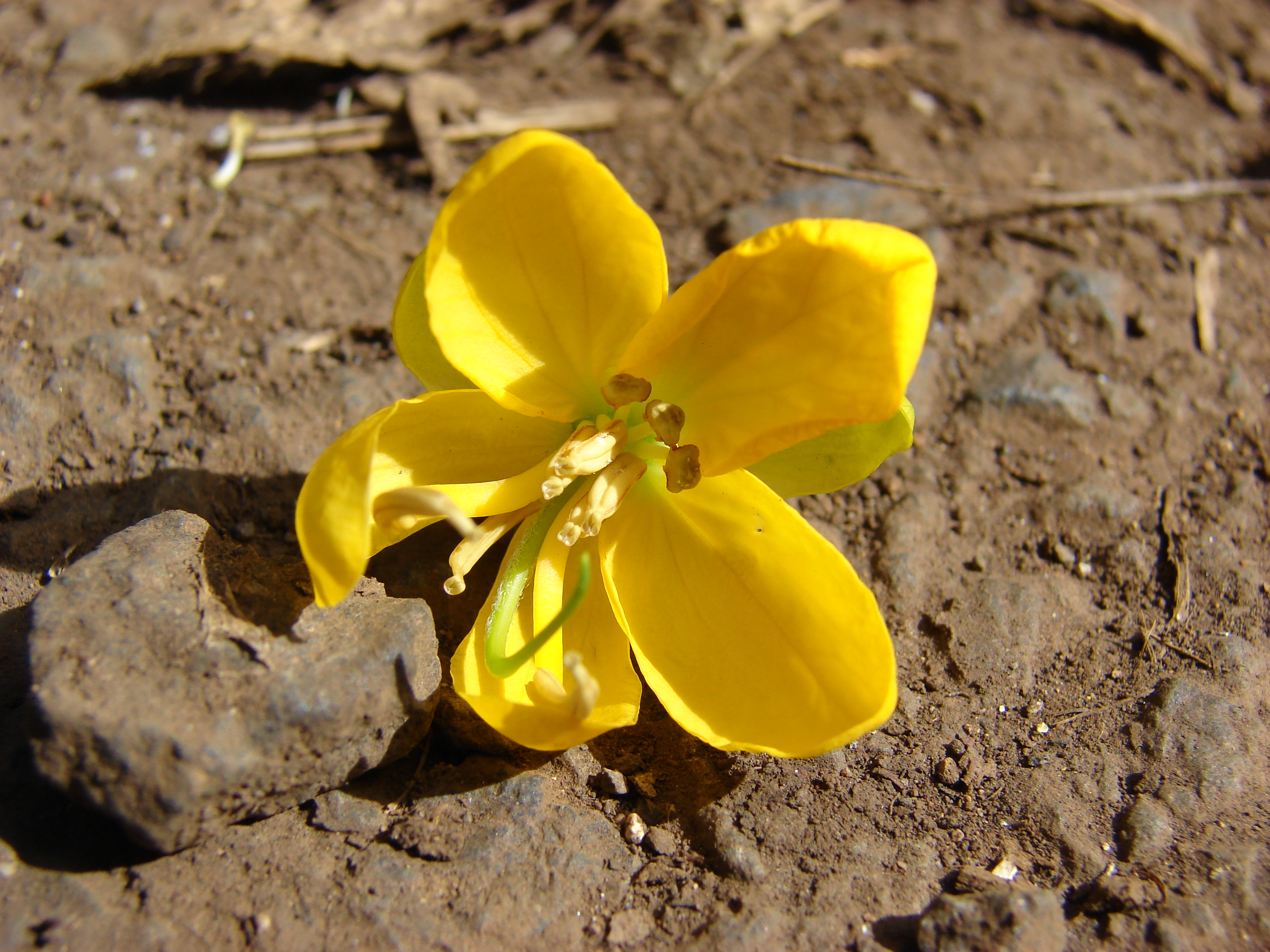
Flor de Senna pendula